# 戈旺
戈旺（法語：Goven，法語發音：[ɡɔvɛ̃]）是法国伊勒-维莱讷省的一个市镇，位于该省中部偏西南，属于勒东区。

## 地理
戈旺（48°0'22"N, 1°50'51"W）面积39.73 平方千米，位于法国布列塔尼大區伊勒-维莱讷省，该省份为法国西北部沿海省份，位于布列塔尼半岛东部，北濒大西洋，西接阿摩尔滨海省和莫尔比昂省，南至大西洋卢瓦尔省，西南端接曼恩-卢瓦尔省，东临马耶讷省，东北与芒什省接壤。
与戈旺接壤的市镇（或旧市镇、城区）包括：莫尔代勒、拉西、博隆、布雷阿勒苏蒙福尔、布吕兹、沙瓦涅、吉尚。

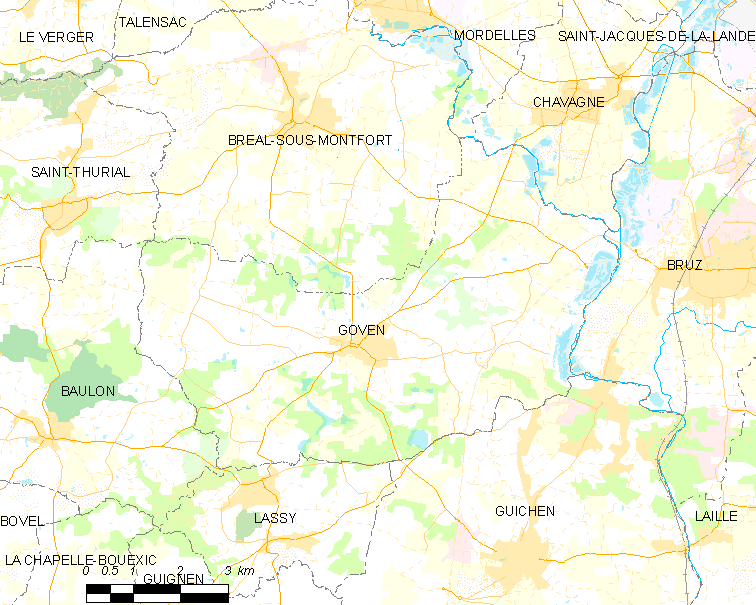
戈旺的OSM定位图

戈旺的时区为UTC+01:00、UTC+02:00（夏令时）。

## 行政
戈旺的邮政编码为35580，INSEE市镇编码为35123。

## 政治
戈旺所属的省级选区为吉尚县。

## 人口

1962-2008年间戈旺人口变化图示

戈旺于2022年1月1日时的人口数量为4326人。